# スヴェトラーナ (防護巡洋艦)
スヴェトラーナ(ロシア語:Светланаスヴィトラーナ)は、ロシア帝国の一等防護巡洋艦(Бронепалубный крейсер I-го ранга)である。二線級の戦力しか持たなかったため、武装ヨット(вооруженная яхта)や補助巡洋艦(вспомогательный крейсер)とも呼ばれた。1895年から1905年にかけてロシア帝国海軍で運用された。艦名は、キリスト教の聖女である聖スヴェトラーナに由来する。1892年に退役した先代のフリゲートから艦名を受け継いだ。

## 艦歴

### 建造
スヴェトラーナの建造は、1895年6月28日にフランスのル・アーヴルにあるフォルジュ・エ・シャンチエ造船所で始められた。翌1896年12月には進水し、1898年3月21日を以って戦列に加わった。
当初、スヴェトラーナは海軍元帥用の武装ヨットとして使用された。そのため、スヴェトラーナには平時における外交交渉や、外交接待に際する使用が主として求められた。

### 日本海海戦
日露戦争が開戦すると、スヴェトラーナは第2太平洋艦隊の一艦として戦闘に参加することとなった。極東への派遣を前に武装の換装が行われ、47mm砲4門と75mm砲を装備した。また、無線機と光学照準器が搭載された。スヴェトラーナはセルゲイ・シェイン大佐の乗艦の下、アルマース、ウラール、ジェームチュク、イズムルートからなるロシア艦隊の偵察部隊を率いた。
1905年5月14日の日中に行われた日本海海戦に参加したスヴェトラーナは、敵の砲弾によって艦首に破孔を穿たれ大破した。スヴェトラーナは駆逐艦ブイスツルイを伴い戦線を離脱。艦長のシェイン大佐は艦をヴラジヴォストークへ逃すことを試みた
しかし、「スヴェトラーナ」は15日朝に日本側に発見され、巡洋艦「音羽」と「新高」がそちらへと向かった。「スヴェトラーナ」は15ノット以上を出すことができず逃走不可能のため、朝鮮へ向かって自沈することと決めた。9時25分、距離約9000mでまず「スヴェトラーナ」が発砲。日本側は9時40分に「音羽」が砲火を開き、「新高」も続いたが、砲撃が届かなかったため「新高」は一時砲撃を中止した。10時頃、「音羽」の6インチ砲弾1発が「スヴェトラーナ」に艦尾に命中するのが確認され、これによって舵機が損傷したようで「スヴェトラーナ」は蛇行し始めた。両者の距離は縮まり、「新高」も10時25分に砲撃を再開。被弾多数により「スヴェトラーナ」は炎上するも、「音羽」に命中弾2発を与えた。しかし、10時40分ごろには「スヴェトラーナ」はほぼ沈黙し、同じ場所で旋回するようになった。そのような状況に至り「ブイスツルイ」は逃走を始め、「新高」がそれを追撃。一方「音羽」は「スヴェトラーナ」攻撃を続行した。「スヴェトラーナ」は降伏せず、艦長は戦死し副長は重傷を負った。10時50分に「音羽」は攻撃を止め、その後新たに発見された艦影の方へと向かった。「スヴェトラーナ」は11時6分に沈没した。沈没地点は北緯37度6分東経129度55分付近とされる。仮装巡洋艦「亜米利加丸」が生存者救助を行い、291名が救助された。

### その後
スヴェトラーナの艦名は1913年に建造の開始された新型軽巡洋艦に受け継がれたが、ロシア革命によりこの艦の運命は大きく変わった。1928年に戦力化されたときには艦名はプロフィンテルンに改められており、さらに1935年にはクラースヌイ・クルィームに改称、この名称で最も知られるところとなった。その後スヴェトラーナの名称を持つ艦艇は建造されておらず、日露戦争で戦没した防護巡洋艦が完成した最後の軍艦スヴェトラーナとなっている。